# Борселино
Борселино је насеље у Италији у округу Агриђенто, региону Сицилија.
Према процени из 2011. у насељу је живело 62 становника. Насеље се налази на надморској висини од 139 м.